# Ageleradix schwendingeri
Ageleradix schwendingeri is een spinnensoort in de taxonomische indeling van de trechterspinnen (Agelenidae).
Het dier behoort tot het geslacht Ageleradix. De wetenschappelijke naam van de soort werd voor het eerst geldig gepubliceerd in 2008 door Zhang, Li & Yajun Xu.